# Percy Muntslag
Percy Muntslag (Paramaribo, 31 oktober 1936) is een Surinaams-Nederlands danser in de stijlen ballet en folkloredans, dansdocent, choreograaf, componist, zanger en acteur.

## Biografie

### Beginjaren
Muntslag werd in 1936 geboren. Hij was sinds circa 1956/1957 verbonden aan het ballet van het Cultureel Centrum Suriname (CCS) dat onder leiding stond van Maria Huisman. In 1958 danste hij in de eerste balletvoorstelling van Suriname, De rode paloeloe, met choreografie van Huisman en muziek van Eddy Vervuurt, op basis van de verhalenbundel Spanhoek van Coen Ooft. Het jaar erop danste hij in Surinaamse kinderschetsen, eveneens gechoreografeerd door Huisman, waarin negen dansen uit negen verschillende Surinaamse bevolkingsgroepen werden opgevoerd. Ook danste hij dat jaar een pas de trois uit Het zwanenmeer met Huisman en Carmen Fazal. In 1960 maakte hij de choreografie voor het balletstuk Tango classique, waarvan hijzelf de opvoering deed met Nel 't Hoef; August Meye componeerde de muziek.

### Studie in Nederland
In juni 1960 gaf hij een afscheidsvoorstelling ten behoeve van de bekostiging van zijn vervolgstudie, die hij later dat jaar aanving in Nederland. In zijn eerste jaar in Nederland was hij verbonden aan het Nederlands Ballet. In 1963 was hij een van de prominente Surinamers die in Krasnapolsky in Amsterdam hun medewerking verleenden aan het 100-jarige jubileum van de afschaffing van de slavernij.

### Terugkeer in Suriname
Terug in Suriname, maakten hij en Gerda Zaandam in 1966 de balletuitvoering Swietie (lief) met muziek van Eddy Snijders. Twee jaar later startte hij zijn eigen balletstudio, waarin hij op basis van eigen verhalen een programma schreef. In 1968 voerde hij Afrikaans ballet op tijdens de jubileumvoorstelling van het toenmalige warenhuis Kersten. Hij ging geregeld voor optredens terug naar Nederland, waaronder voor een tournee in 1970 met het folkloristisch ensemble van NAKS. Daarnaast componeert Muntslag muziek en heeft hij als zanger een bariton stemgeluid.
In de jaren 1970 werkte hij geregeld met het maatschappijkritische Doe-theater van Thea Doelwijt en Henk Tjon. Ze hadden het totaaltoneel als uitgangspunt waarbij uit de culturele Surinaamse diversiteit geput werd voor de vorming van de theateruitvoeringen. Voor het Doe-theater was hij ook te zien in theaterstukken, zoals in de cabaretmusical Hare lach, waarmee zij in 1973 ook in Nederland optraden, en in december 1975 in de rockmusical Fri libi. Daarnaast werkte hij in deze jaren geregeld samen met choreografe Ilse-Marie Hajary, de grondlegger van de dogla-stijl, waaronder in de rol van Jezus in Da tori foe Judas. In 1978 maakte hij de choreografie van de Afro-Surinaamse folkloreshow Mekoenoe. In 1976 had hij een bijrol in de film Wan Pipel van Pim de la Parra. Ernaast doceerde hij aan de School voor Dramatische Kunst.
Hij was medeoprichter en leider van het Nationaal Ballet Suriname, dat zijn première kende op 3 februari 1978. Daarnaast bleef hij optreden met het Doe-theater. In april 1982 trad hij met het Nationaal Ballet op tijdens het 145-jarige jubileum van Theater Thalia.

### Vertrek naar Nederland
In 1983 vertrok hij naar Nederland, waar hij zijn werk als danser, dansdocent en choreograaf vervolgde. Zijn dansstijlen waren inmiddels jazzballet, black-dance en klassiek ballet. Later gaf hij ook les in salsadansen in het Korzo Theater in Den Haag. In 1984 en 1985 was hij te zien in optredens in de Engelenbak in Amsterdam.
Met Thea Doelwijt maakte hij in 1985 voor het Mickerytheater Mi kondre tru, mi lobi yu (Mijn land, ik hou van jou). Het stuk speelde rondom het thema vergeten, vergeven en overleven, en legde een link met het recente verleden in Suriname, zoals de Surinaamse onafhankelijkheid, de Sergeantencoup, de Decembermoorden en de vele vragen die er waren overgebleven. De situatie in Suriname kwam ook in ander werk naar voren, zoals in de musical Cora-o die hij in 1988 met Thea Doelwijt regisseerde. Ook speelde hij dat jaar op 8 december, tijdens het 7-jarige jubileum van de Decembermoorden, in De tranen van Den Uyl dat werd geschreven door Hugo Pos.
In 1990 choreografeerde hij voor het Haagse Korzo Theater en in 1991 met Thea Doelwijt Wat doen we met gisteren. Daarnaast speelde hij van 1989 tot 1992 de bijrol van Edu Zwanenpark in de televisieserie We zijn weer thuis.
In 2010 nam hij deel aan het dans- en muziektheaterstuk Bed van de theatergroep Drang.

## Persoonlijk
Percy Muntslag is de vader van Michael Miskin, minister op persoonlijke titel in het kabinet-Bouterse I (2010-2015).